# John Mott
John Raleigh Mott (25.5.1865 – 31.1.1955) là người Mỹ lãnh đạo tổ chức YMCA và Liên đoàn sinh viên Kitô giáo thế giới (World Student Christian Federation) (WSCF) trong thời gian dài. Ông được nhận giải Nobel Hòa bình năm 1946 về việc thành lập và củng cố các tổ chức sinh viên Kitô giáo (Tin Lành) quốc tế nhằm xúc tiến hòa bình.

## Cuộc đời và sự nghiệp
Mott sinh tại Livingston Manor, hạt Sullivan, tiểu bang New York ngày 25.5.1865. Tháng 9 cùng năm, gia đình di chuyển tới Postville, Iowa. Mott học môn lịch sử tại Đại học Iowa Thượng (Upper Iowa University) và là sinh viên đoạt giải tranh luận. Sau đó Mott chuyển sang học ở Đại học Cornell và tốt nghiệp bằng cử nhân năm 1888.
Ông kết hôn với Leila Ada White năm 1891. Họ có hai con trai và hai con gái.
Từ năm 1895 tới năm 1920 ông là tổng thư ký của "Liên đoàn sinh viên Kitô giáo thế giới". Năm 1910, Mott - một người thế tục thuộc giáo phái Giám lý Hoa Kỳ - đã chủ tọa "Hội nghị Truyền giáo thế giới" (1910 World Missionary Conference), trong đó phát động cả "Phong trào truyền giáo Tin Lành" lẫn "Phong trào đại kết Kitô giáo" (Christian ecumenical movement) hiện đại, như một số người nói. Từ năm 1920 tới năm 1928 ông làm chủ tịch Liên đoàn sinh viên Kitô giáo thế giới.
Về việc làm của ông trong các phong trào truyền giáo và phong trào đại kết cũng như cho hòa bình, một số sử gia coi ông là "người du hành khắp nơi và là người lãnh đạo Kitô giáo được tin cậy nhất trong thời đại của mình" (Cracknell & White, 243). Tham gia sâu vào việc thành lập "Hội đồng các giáo hội thế giới" (World Council of Churches) năm 1948, Hội đồng này đã bầu ông làm chủ tịch danh dự suốt đời. Quyển sách nổi tiếng của ông, The Evangelization of the World in this Generation, đã trở thành khẩu hiệu truyền giáo trong đầu thế kỷ 20 (Cracknell & White, 233).
Các tài liệu của John R. Mott được lưu trữ tại Thư viện Yale Divinity School. Có sự giúp đỡ để tìm kiếm các tài liệu này tại 